# 이일여자중학교
이일여자중학교(裡一女子中學校)는 대한민국 전북특별자치도 익산시 인화동1가에 있는 사립 중학교이다.

## 학교 연혁
- 1964년 10월 12일 : 학교법인 대륙학원 설립
- 1964년 11월 21일 : 이리삼남여자중학교 설립인가
- 1968년 12월 26일 : 이리성신여자중학교로 교명 변경
- 1975년 9월 16일 : 이중하 이사장 법인 및 학교경영권 인수
- 1975년 9월 16일 : 학교법인 초헌학원으로 법인명 변경
- 1976년 12월 29일 : 이일여자중학교로 교명 변경
- 2022년 12월 13일 : 허경원 이사장 취임
- 2024년 2월 8일 : 제57회 128명 졸업식(졸업생 누계 16,692명)
- 2024년 3월 4일 : 입학식 (입학 학생 수 135명)
- 2024년 9월 1일 : 이해중 교장 취임

## 참고 자료
- 이일여자중학교 - 한국교육학술정보원 학교알리미